# Portillo de Toledo
Portillo de Toledo là một đô thị trong tỉnh Toledo, Castile-La Mancha, Tây Ban Nha. Dân số năm 2002 là 2.055 người.